# 妙雲寺 (西条市)
妙雲寺（みょううんじ）は、愛媛県西条市小松町妙口にある高野山真言宗の寺院。本尊は大日如来で、かつては横峰寺の前札所で現在は前札旧跡。新四国曼荼羅霊場第34番札所。
なお、隣接する䂖土神社（いしづちじんじゃ）は、明治初期の神仏分離以前は妙雲寺と一体であったため、同社についても本記事にて解説する。
- 御詠歌：あなうれし　諸人救う　誓いにて　蔵王権現　ここに居ませり

## 概要

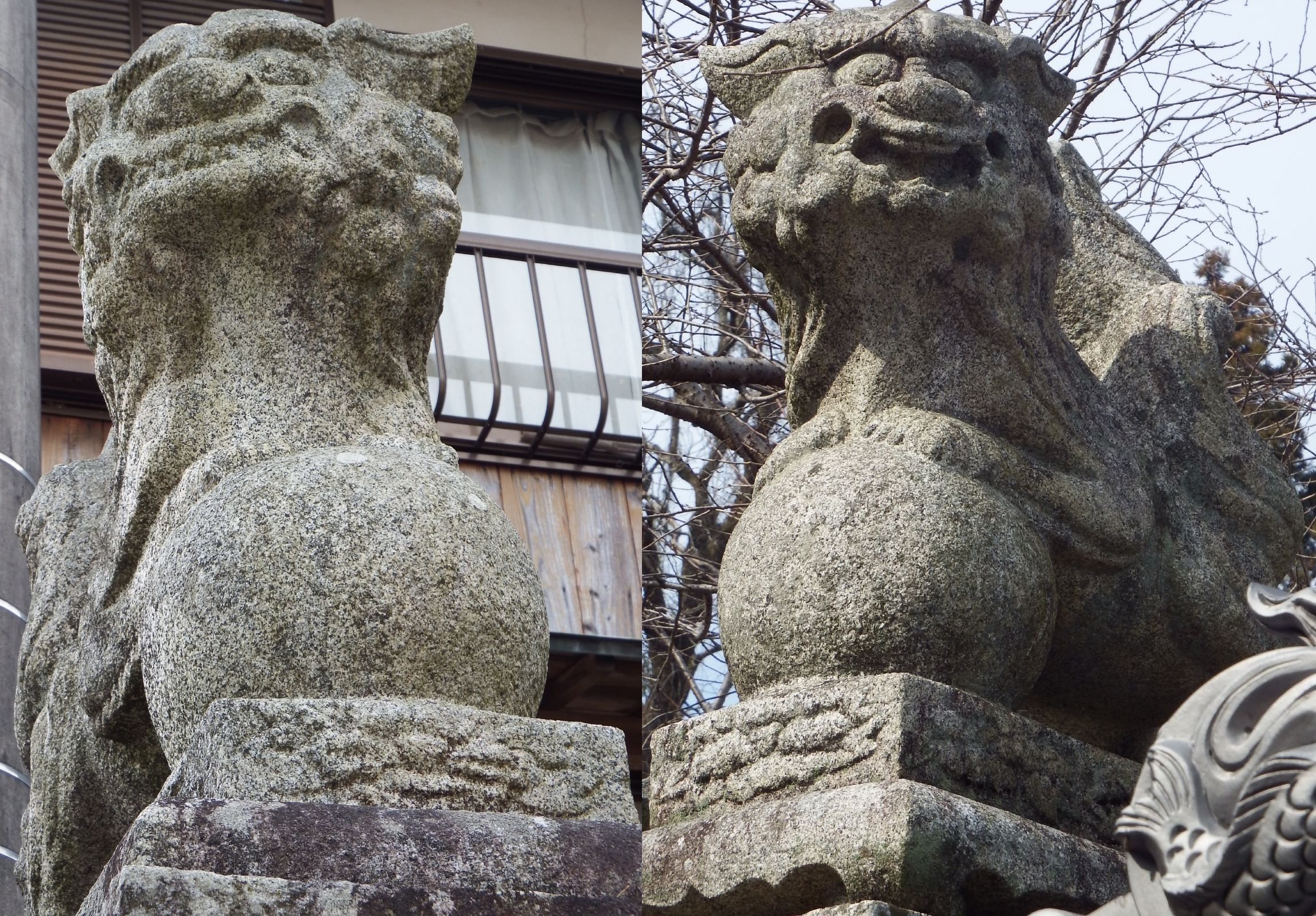
妙雲寺の狛犬

妙雲寺は、天平5年（733年）に石仙菩薩により開基された。その後、空海が巡錫し如来応現の霊地として横峰寺の前札所と定めた。天文7年（1538年）に剣山城主黒川氏が蔵王権現懸仏を奉納した。隣接する䂖土神社は、神仏分離までは蔵王権現堂かつ妙雲寺の鎮守社であり、一体的に運営されていた。
江戸時代には小松藩主一柳氏の祈祷寺であり、第3代藩主の一柳直卿が「蔵王宮」の扁額を奉納している。
明治17年（1884年）、火災に遭い廃寺になったが、明治28年（1895年）に近隣の鶴来山大儀寺を移転して復興し、「前札旧跡大儀寺」とした。昭和32年（1957年）に石鈇山妙雲寺に復称している。昭和51年（1976年）には香園寺の本堂を移築した。
なお、妙雲寺は横峰寺の前札所で、横峰寺巡拝および石鎚山登拝への登山拠点かつ行者の前行懺悔礼拝所であり、「お山道」と呼ばれ、かつては妙雲寺の参道を通って石鎚山に向かっていたが、昭和期に河口まで県道が通りバスが運行するようになってからは、ほとんどがそちらへ移ってしまった。
一の鳥居や妙雲寺入口にある狛犬と石鈇山と刻まれた燈籠は、元は国道11号大頭交差点から当寺へ少し入った所に設置され、横峰寺および石鎚山への参道口とされていたが、道路拡張などにより現在地に移されている。

## 䂖土神社
- 祭神：石土毘古神

垂仁天皇3年9月9日に、忌部宿彌八十彦（いむべすくねやそひこ）に神託があり社殿を建立し氏神としたのが開創で、八十彦は祭官となり奉職した。その後、石井郷の郷社となっていたが、享禄年間に長曽我部元親の弟元春が来襲し兵火により焼失し社司宮永氏は滅びる。その後、元春の末裔により奉祭され、天文年間になると黒川美濃守通博が剱来山城主となり黒川家の産土神となし天正元年5月正殿を再建し、同5年その孫の黒川備前守五右衛門が隋神門を建立するも、同13年8月豊臣秀吉の軍勢により剱山城落城し黒川氏滅亡し、その際に当社も大破する。寛政年間に一柳兵部少輔直頼が小松藩主となると、当社を管内五社の一に列し崇敬深くされた。明治初年の神仏分離により、当社は石土毘古神を祀る䂖土神社となり蔵王権現は妙雲寺に移され分離した。

## 伽藍
妙雲寺
- 本堂：「蔵王宮」の扁額が掛かる。
- 大師堂
- 地蔵堂
- 駐車場：あり、無料。

䂖土神社
- 一の鳥居

- 高燈籠：国の登録有形文化財
- 二の鳥居
- 摂社

剱山城主神社・奈良原神社の堂
三保神社（小堂）
川崎神社（小堂）
八幡神社（祠）
香殿神社（祠）
- 三の鳥居

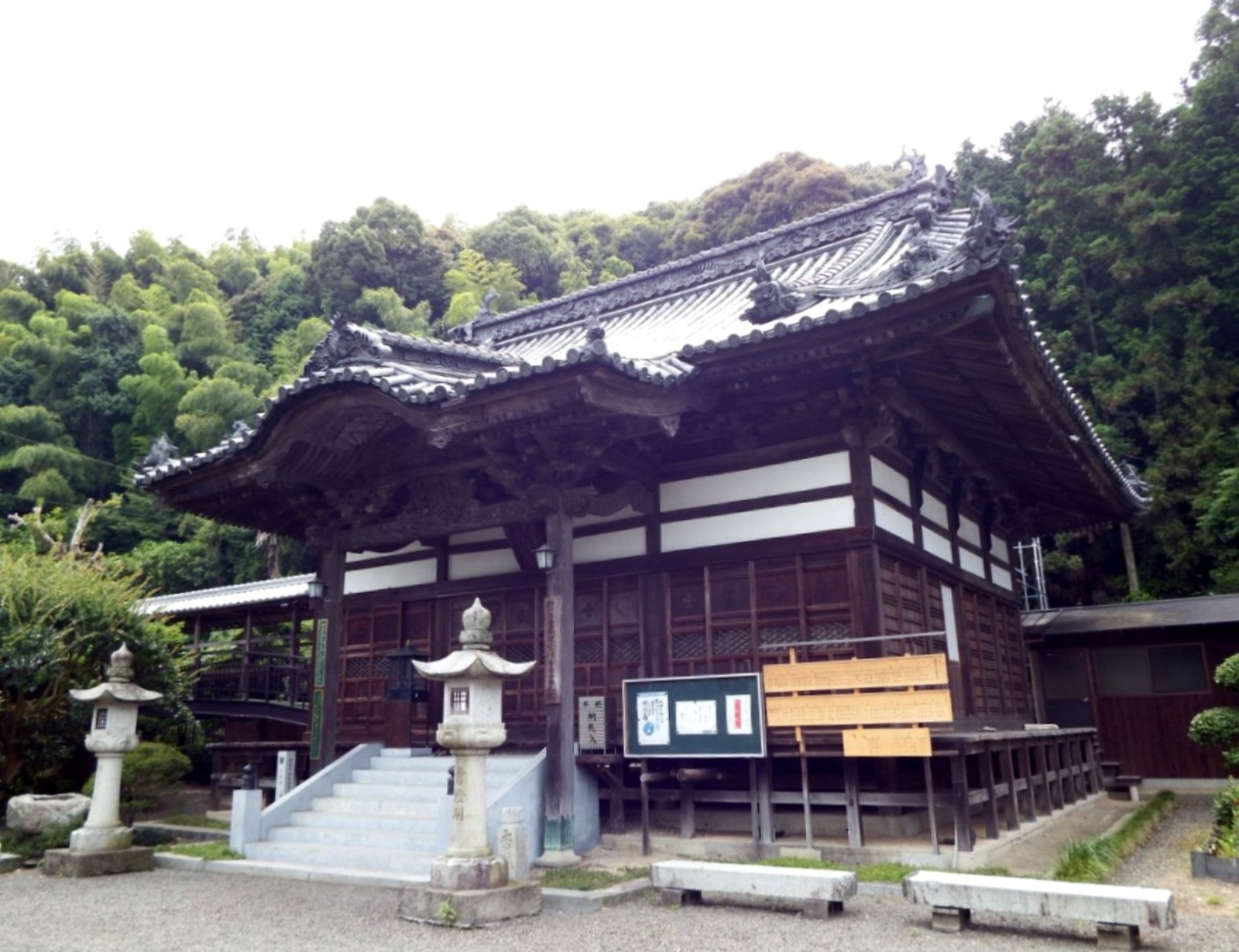
妙雲寺の本堂

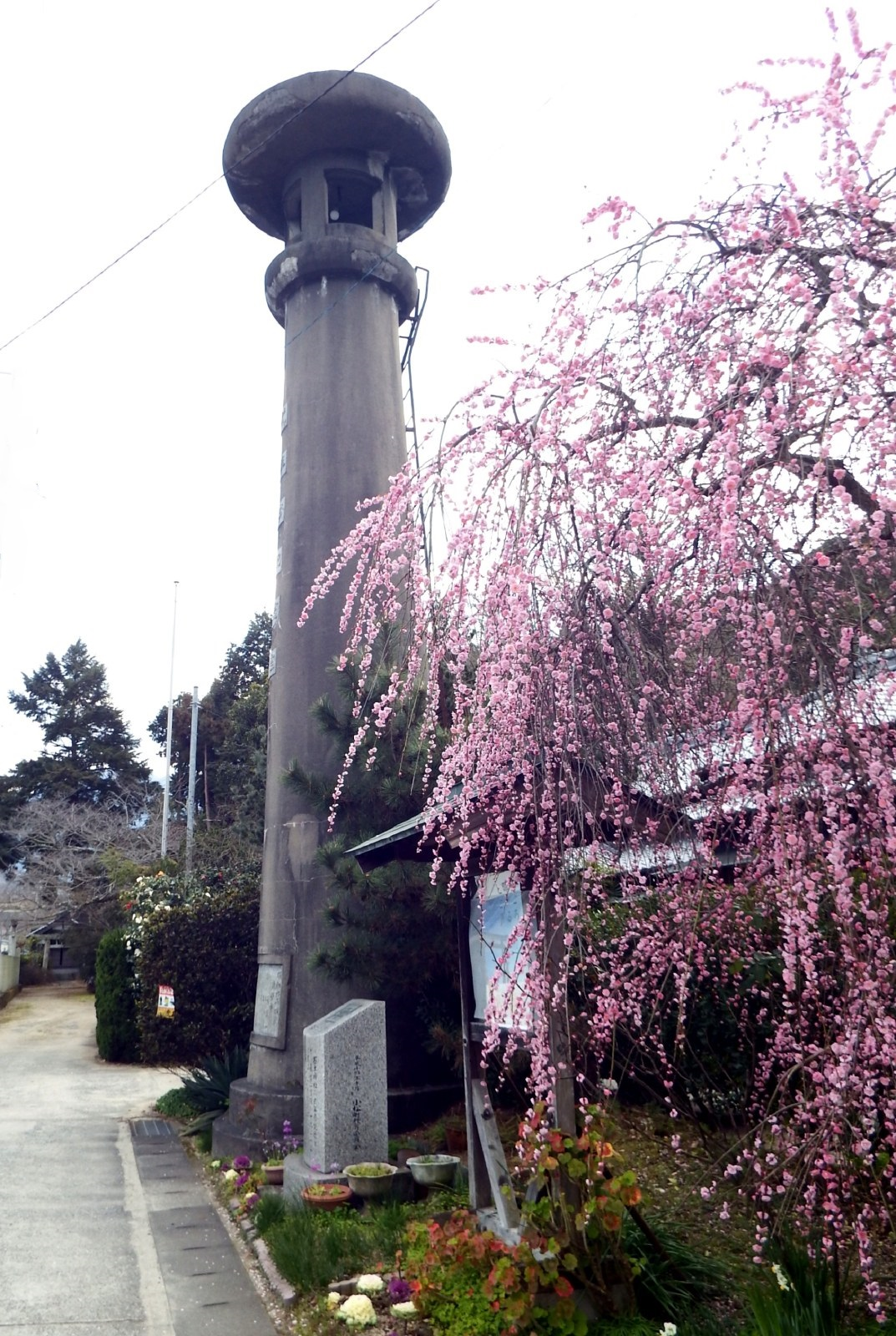
高燈籠

- 神門：武者像と木製狛犬が一対づつ中に鎮座。明治4年再建。
- 霊泉：拝殿に向かって左前に四角い池あり。
- 拝殿・本殿

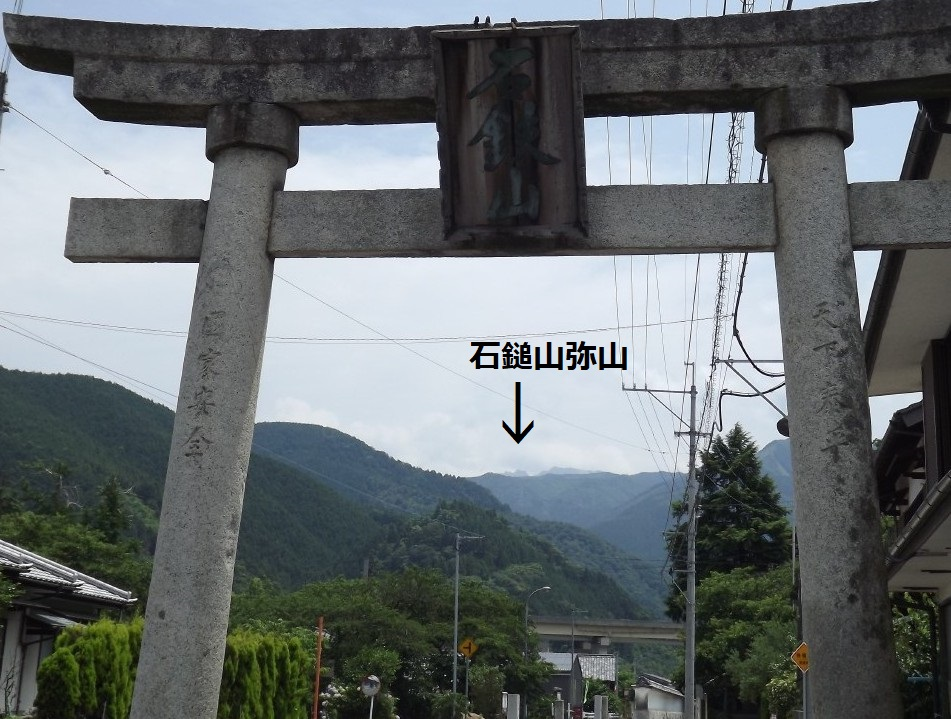
一の鳥居
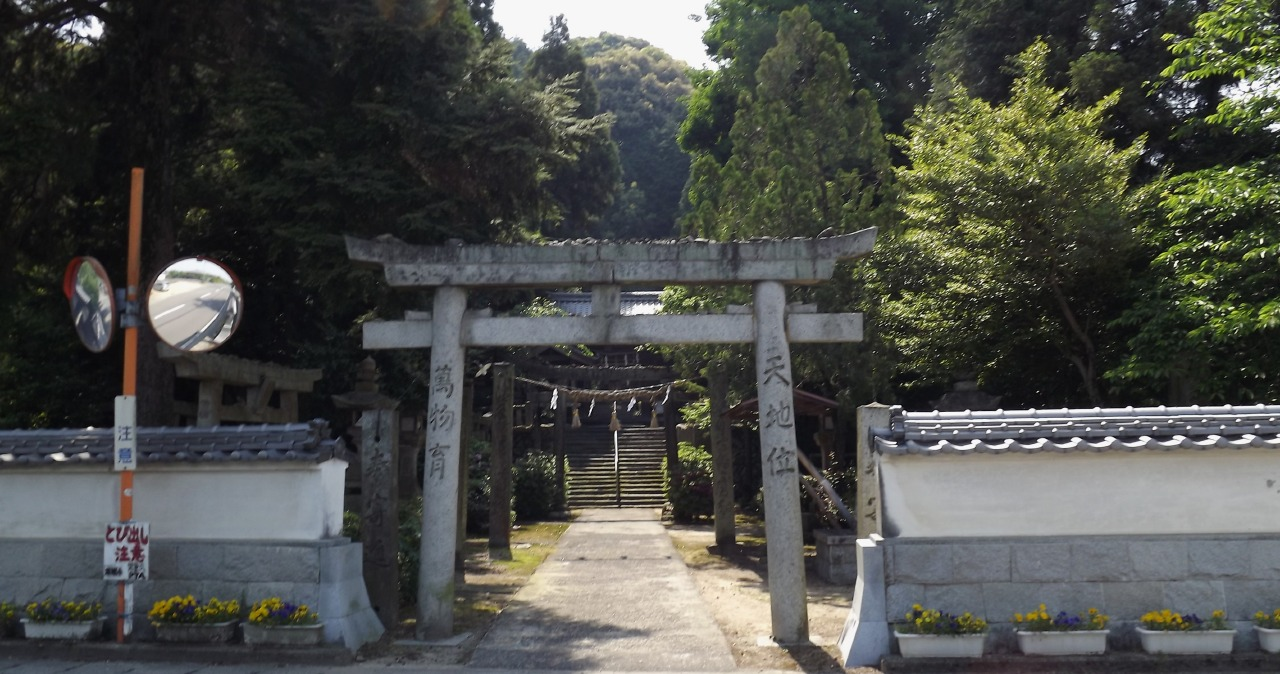
二の鳥居
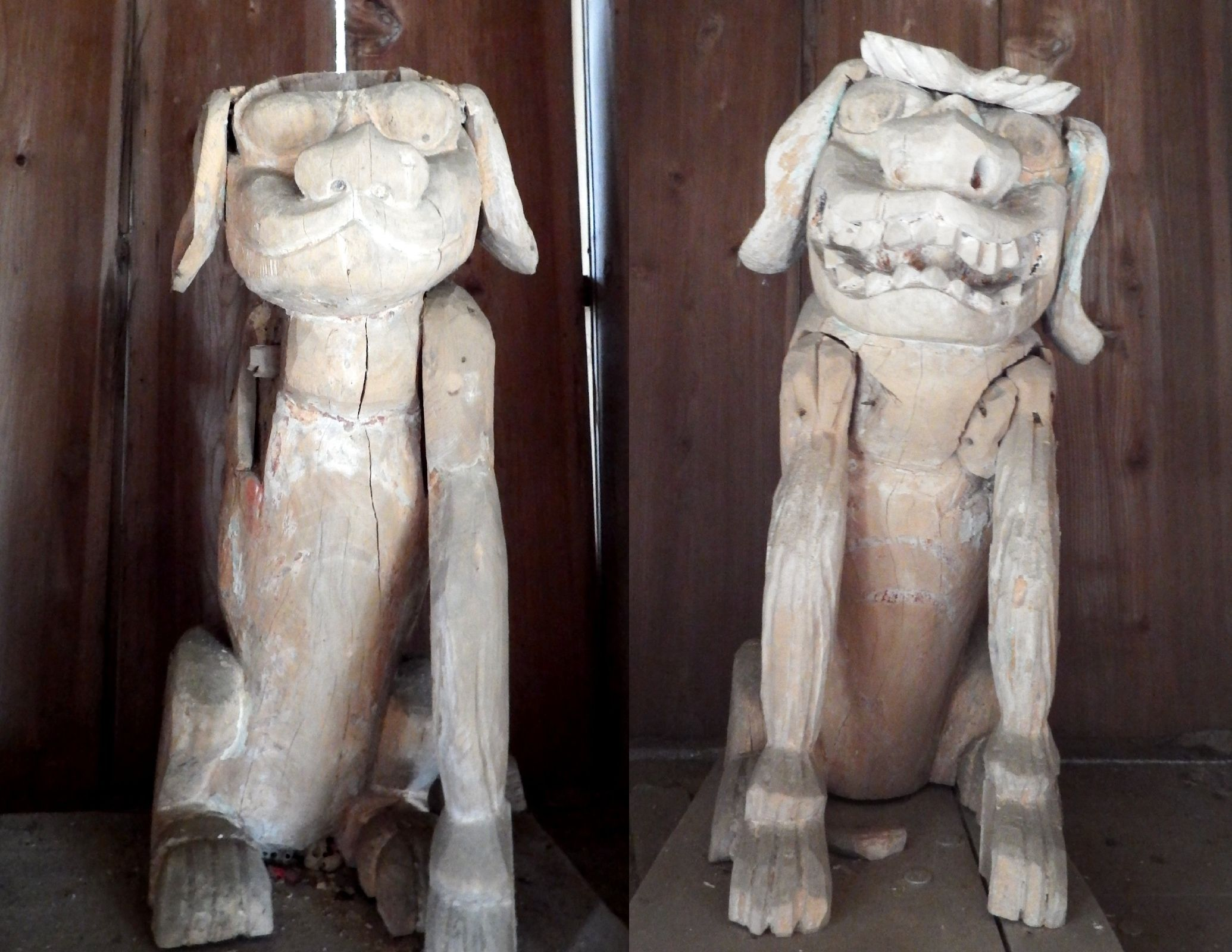
狛犬
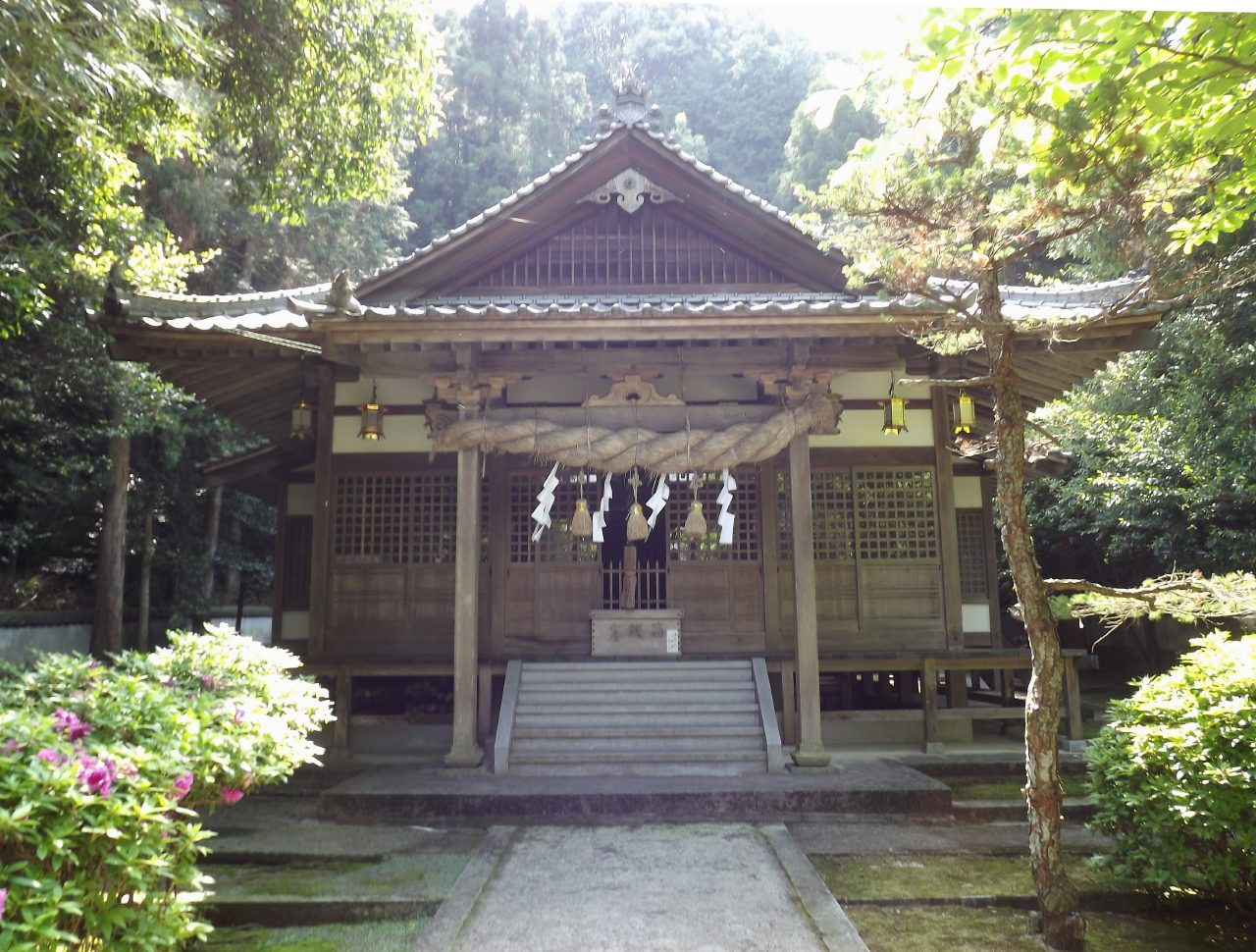
拝殿
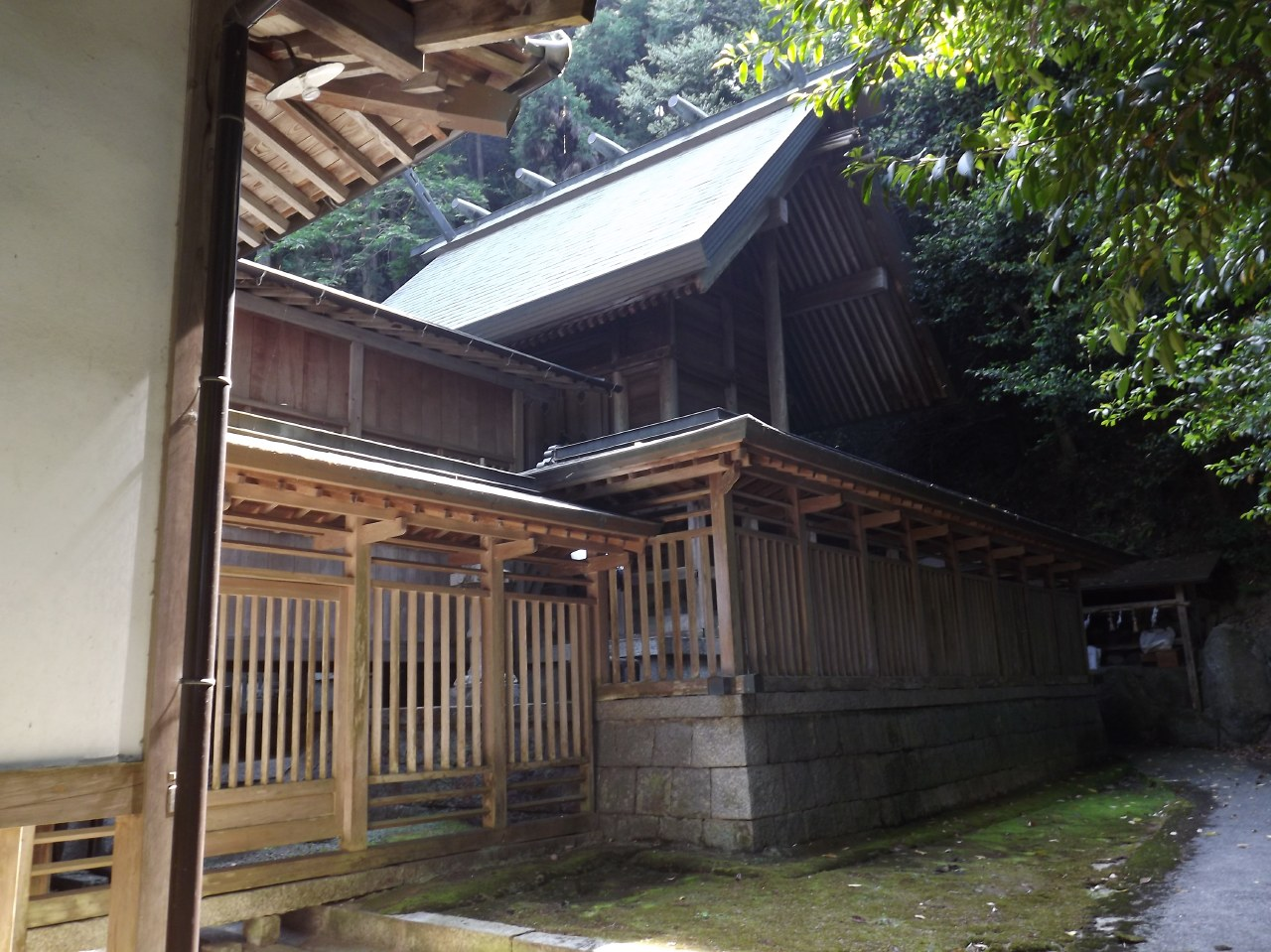
本殿

## 文化財

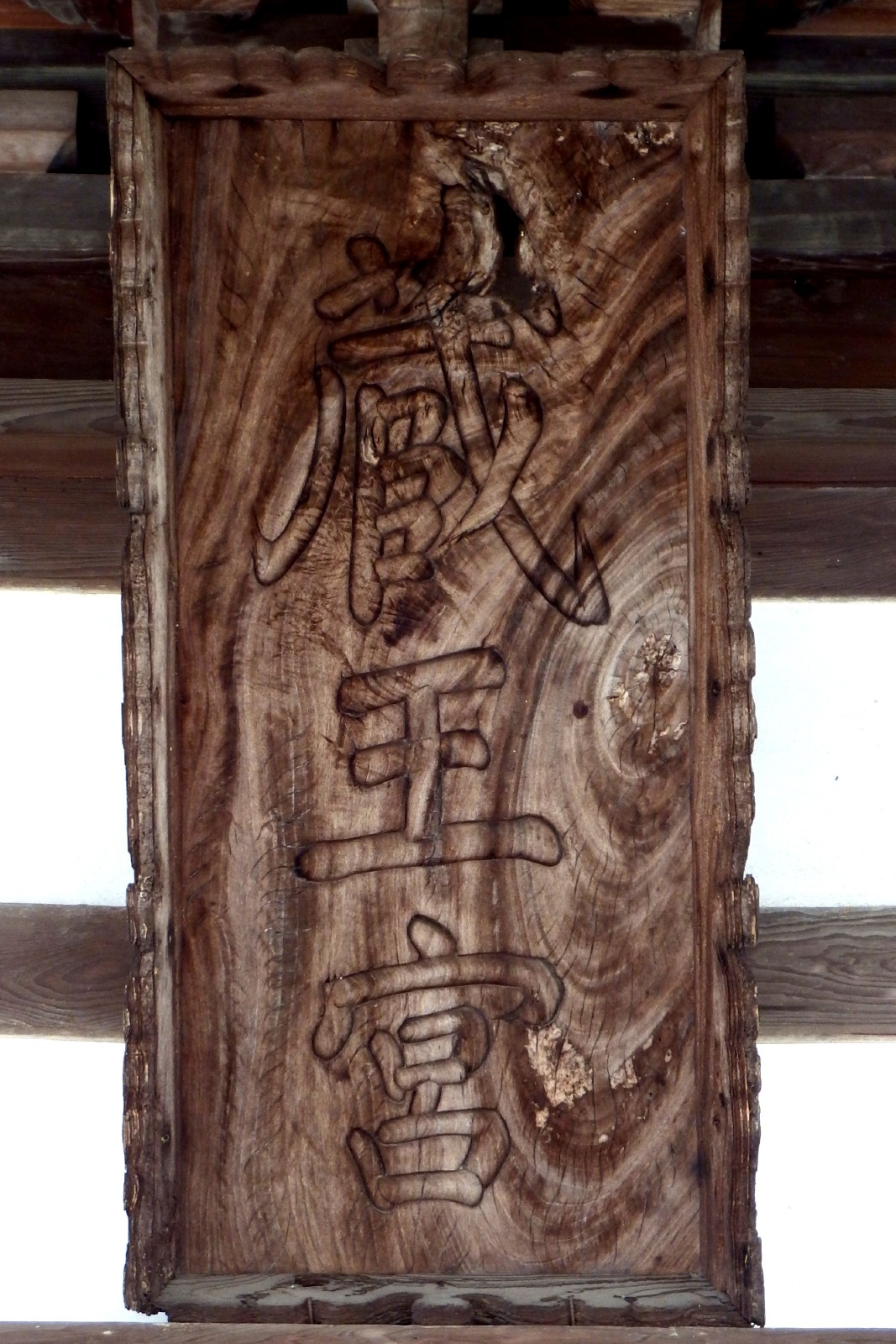
妙雲寺本堂の扁額

- 䂖土神社の高燈籠（式年祭記念燈）：高さ9.5m、下部直径約1.5mの鉄筋コンクリート製、1931年（昭和6年）建立、平成13年の国の登録有形文化財 第38-0023号
- 一柳直卿の扁額「蔵王宮」：西条市有形文化財・工芸品、平成9年3月14日指定

## 交通案内
鉄道
- 四国旅客鉄道（JR四国）予讃線 伊予小松駅よりタクシーで10分

バス
- 大頭停留所（国道11号）より徒歩5分

## 前後の札所
新四国曼荼羅霊場
33番 清楽寺  --(4.6km)-- 34番 妙雲寺 --(9.9km)-- 35番 実報寺

## 参照
1. ↑  『新四国曼荼羅霊場　ガイドブック』2007年1月えびす企画　75ページ
2. ↑  『西條史談63号』30ページ
3. ↑  愛媛県西条寺中奥丁 県道12号線河口バス停
4. ↑  剱山城は、上城（当寺より南南東約2.3km標高425.1m)と下城があり、下城を剱来山と云い当寺より東南約1km標高245.4mの山頂にあったとみられる。
5. ↑  現地看板より